# Sauris eupitheciata
Sauris eupitheciata là một loài bướm đêm trong họ Geometridae.